# Słoniak wielkoowocowy
Słoniak wielkoowocowy, słoniówka wielkoowocowa, słoniorośl wielkoowocowa (Phytelephas macrocarpa) – gatunek z rodziny palm.  Występuje na terenach tropikalnej Ameryki.

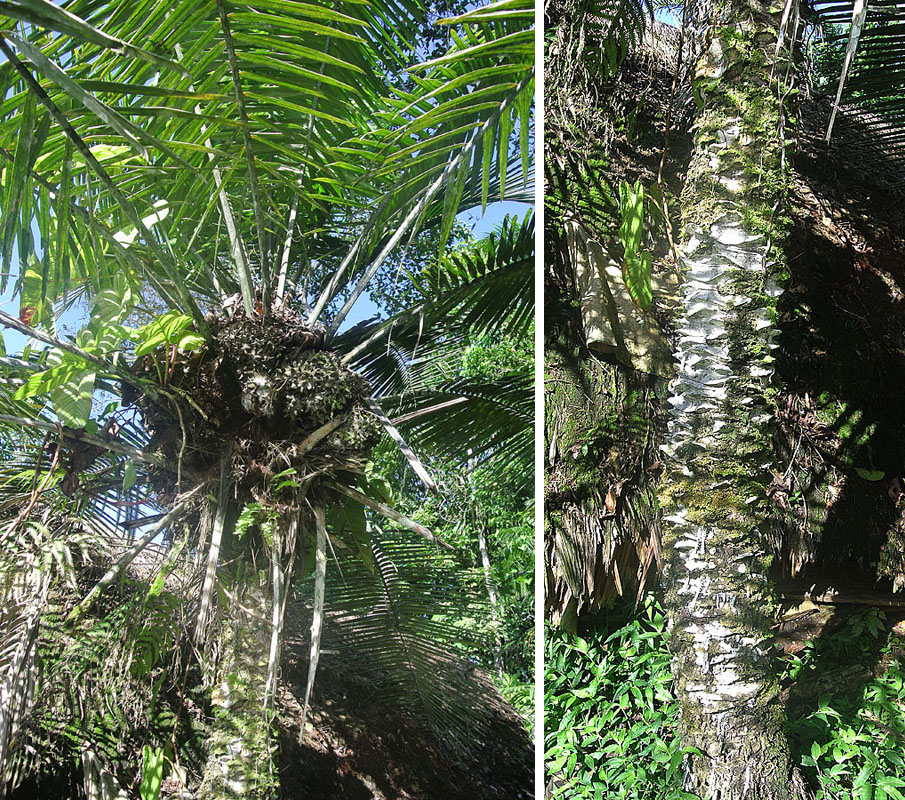

## Morfologia
Niskie, dwupienne drzewo do 1,5 m wysokości. Liście pierzaste i duże, do 6 m długości. Kwiatostany męskie  typu kolbowatego o zredukowanym okwiecie i licznych pręcikach. Kwiaty żeńskie kolbowate z kielichem 3-działkowym. Owocem jest duży, do 20 cm średnicy pestkowiec, z nasionami w kształcie jajowatym, długie do 4 cm. 

## Zastosowanie
Nasiona niekiedy zwane corozo są wykorzystywane jako surowiec służący do wyrobu guzików. Ponieważ nasiona tego gatunku są dość duże, twarde, zbudowane z prawie czystej celulozy o barwie i strukturze zbliżonej do kości słoniowej to służą one jako surowiec imitujący kość słoniową.